# Cilleruelo de Abajo
Cilleruelo de Abajo  est une commune d'Espagne dans la communauté autonome de Castille-et-León, province de Burgos. Elle s'étend sur 48,16 km2 et comptait environ 277 habitants en 2011.